# Heteropterys mollis
Heteropterys mollis är en tvåhjärtbladig växtart som beskrevs av Franz Josef Niedenzu. Heteropterys mollis ingår i släktet Heteropterys och familjen Malpighiaceae. Inga underarter finns listade i Catalogue of Life.